# Richard Henning

Wappen von Richard Garth Henning als Erzbischof von Boston

Wappen von Richard Garth Henning als Bischof von Providence

Wappen von Richard Garth Henning als Weihbischof in Rockville Centre

Richard Garth Henning (* 17. Oktober 1964 in Rockville Centre) ist ein US-amerikanischer Geistlicher und römisch-katholischer Erzbischof von Boston.

## Leben
Richard Henning erwarb 1988 einen Master of Arts in Geschichte an der St. John’s University in Queens, New York City, und studierte Philosophie und Katholische Theologie am Seminary of the Immaculate Conception in Huntington (1988–1992). Er empfing am 30. Mai 1992 das Sakrament der Priesterweihe. 2000 erwarb er ein Lizenziat in Biblischer Theologie an der Catholic University of America in Washington, D.C. 2007 wurde er in Biblischer Theologie an der Päpstlichen Universität Heiliger Thomas von Aquin promoviert.
Er war unter anderem Pfarrvikar der Pfarrei St. Peter of Alcantara in Port Washington (1992–1997), Professor für Heilige Schrift, Ausbilder (2002–2012) und dann Rektor (2012–2018) am Seminary of the Immaculate Conception in Huntington, Direktor des Sacred Heart Institute for Ongoing Formation of the Clergy (2012–2018), Bischofsvikar des Zentralvikariats (2017) und ab 2018 Vikar für Pfarreievangelisierung und Pastoralplanung und ab 2021 Vikar für den Klerus.
Am 8. Juni 2018 ernannte ihn Papst Franziskus zum Titularbischof von Tabla und zum Weihbischof im Bistum Rockville Centre. Der Bischof von Rockville Centre, John Oliver Barres, spendete ihm am 24. Juli desselben Jahres die Bischofsweihe. Mitkonsekratoren waren dessen Amtsvorgänger William Francis Murphy und Robert John Brennan, Weihbischof in Rockville Centre.
Papst Franziskus bestellte Richard Henning am 23. November 2022 zum Koadjutorbischof von Providence. Die Amtseinführung erfolgte am 26. Januar 2023. Am 1. Mai 2023 nahm der Papst das altersbedingte Rücktrittsgesuch von Thomas Joseph Tobin und Henning folgte als Bischof von Providence nach.
Am 5. August 2024 ernannte ihn Papst Franziskus zum Erzbischof von Boston. Hennings Amtseinführung fand am 31. Oktober desselben Jahres statt.